# 附属池田小事件
附属池田小事件（ふぞくいけだしょうじけん）は、2001年（平成13年）6月8日、大阪府池田市の大阪教育大学附属池田小学校で発生した無差別殺傷（殺人・殺人未遂・銃刀法違反・建造物侵入）事件。警察庁における呼称は大阪教育大学附属池田小学校児童殺傷事件および大阪教育大学附属池田小学校事件。略称は附属池田小児童殺傷事件。
同校に侵入した宅間守が児童8人を出刃包丁で刺殺した他、児童および教職員15人に重軽傷を負わせた。当時の日本の犯罪史上、稀に見る無差別大量殺人事件として社会に衝撃を与え、宅間は2003年（平成15年）9月に死刑判決が確定、翌2004年（平成16年）9月14日に大阪拘置所で死刑が執行された。

## 事件の経緯

### 事件前日
事件前日の2001年（平成13年）6月7日夜、宅間は自宅マンションで過去に思いを巡らせ、「何をやっても裏目に出る」と考えていた。3回の離婚経験があり、3人目になる元妻との復縁を試みていたがうまくいかず、それどころかますます離れていくばかりだった。宅間が小学校勤務をしていたときに、ある薬物混入事件を起し免職になっていた。この事件も、彼女と別れて苛々していたから起こしてしまったのだと考え、「彼女と知り合っていなければ、こんなことにはならなかった」と全ての責任を押し付けて恨みを募らせた。消費者金融からの借金が300万円以上ある上に家賃も請求され、自身の将来の見通しが全く立たない絶望感に駆られる。復縁を求めていたのにもかかわらずいつしか彼女への憎しみに変わり、上記のような原因を作ったとされる元妻を殺害すべく、彼女の勤務先がわかっていたときに殺しておけばよかったと後悔する。だがしかし、それと同時に、生活に行き詰まっても自殺もできない自分が情けなく、苛立たしく思った。だが次第に「自殺しても元妻らが喜ぶだけだ。あほらしい」「大量に人を殺害すれば、元妻は自分と知り合ったことを後悔するだろうし、世間の多くの人も絶望的な苦しみを味わうだろう」という考えに変化していった。大阪市内の繁華街へダンプカーで突っ込むことも考えたが、小学生を襲うのが簡単だと考え、小さい頃に憧れて同時に嫉ましくも思っていた、エリート校の附属池田小を襲うことに決めたという。
午後9時45分頃に、宅間は104番の電話番号案内で附属池田小の電話番号を聞き、メモしている。だが宅間も、以前から考えていた元妻の殺害を諦めきれず、日付が変わった午前2時になって、出会いパーティーで知り合った女性との電話で、興信所の調査費用50万円の借金を申し込んだが断られ、附属池田小の児童を無差別に殺害する決意を改めて固めた。

### 事件当日
事件当日の2001年（平成13年）6月8日、宅間は午前8時頃に起床し、以前から快く思っていなかったアパートの賃貸人にもアパートを焼損させて復讐しようとの考えから、火の付いた煙草を布団の上に置き、午前9時30分頃に部屋を出た。この煙草の火は間もなく自然に消えており、火災には至っていない。
午前9時40分頃（事件の40分前）、宅間とみられる男が、シルバーの乗用車を運転し猛スピードで駐車場から出ていった様子が目撃された。目撃した人物は「何かやるぞと感じた」という。宅間は午前10時前に刃物店を訪れると「丈夫なやつ」と告げ、ケース入りの出刃包丁1本（刃体の長さ約15.8 cm）を7480円で購入。車内でケースから包丁を取り出してビニール袋に入れると、前日にメモしていた附属池田小の電話番号をカーナビゲーションに入力し、同校へと向かった。附属池田小に着く直前に思ったのは「よく考えると僕死んどったんじゃないか。たまたま助かっただけやないか、と思ったのを覚えているんです。（病院から）飛び降りたときに。あの時死んどったんや。おまけ（の人生）やないか、と」ということであったという。車内には、元妻を殺そうとの目的で以前から準備していた文化包丁もあった。
宅間は附属池田小学校東門の前に車を停めると、約100メートル離れた南校舎へ向かい、午前10時10分過ぎ、1階にある2年生の3教室に次々と侵入し犯行に及んだ。宅間はまず窓から廊下を横切って2年南組に侵入し、中にいた児童5人を刺殺。続いて西組に侵入して2人を殺害し、さらに東組で2人を切りつけた。時間は2時間目の授業が終わった休憩時間で、2年南組担任の教諭は、数人の児童と共に花壇の世話のため外へ出ていたが、児童の悲鳴を聞いて校舎へ近づき、2年東組担任と1年南組担任の教諭が宅間を追いかけているのを目にした。1年南組担任は、宅間の振り回した包丁で背中を刺されている。2年南組担任がテラスに出ていた児童にグラウンドへ逃げるよう指示すると、宅間は一瞬児童らを追う素振りを見せたが、方向を変えて1年南組教室へと飛び込んだ。
午前10時20分、1年南組の児童たちはちょうど音楽の授業から教室へ戻ってきたところで、一足早く音楽室から戻ってきていた男児が、ここで刺され犠牲となった。宅間は他の児童にも次々と切りつけ、教室の後ろにいた女児らは泣きながら廊下へと逃げ出した。駆け付けた副校長と2年南組担任が宅間と格闘になり、2年南組担任は包丁を持った手を押さえようとして顔を切られた。しかし手を押さえられると宅間はおとなしくなり、二人により取り押さえられた。15分に及んだ犯行の間、宅間は終始無言だった。
最終的には児童8名（1年生1名、2年生7名）が殺害され、児童13名・教諭2名が傷害を負った。その後、宅間は駆けつけた池田警察署の署員により、殺人未遂容疑で現行犯逮捕されたが、左手指に怪我をしていたため、まず病院で手当てを受けた。その後、大阪府警察（捜査一課・少年課）が池田署に設置した捜査本部により、容疑を殺人容疑に切り替えられ、取り調べを受けた。その後、同月10日には1年南組の児童4人に対する殺人および殺人未遂（男児1人を刺殺し、同級生3人を負傷させた）容疑で、大阪地方検察庁へ送検された。残る2年生の女児7人への殺人容疑と、児童および教師計12人への殺人未遂容疑、そして銃刀法違反容疑でも、同月29日に再逮捕された。
宅間は7月8日から刑事責任能力を調べるため、大阪地検によって大阪拘置所に鑑定留置され、翌日（7月9日）から本格的な精神鑑定を受けた。当初の留置期限は10月7日まで（3か月間）だったが、同年9月6日には鑑定人が大阪地検に「完全責任能力があった」とする鑑定結果を報告した。これを受け、大阪地検は早期起訴を目指し、鑑定留置期間の短縮を大阪地方裁判所に申請。それが認められたことから、鑑定留置は同月13日午前をもって終了し、宅間は翌日（9月14日）に大阪地検によって、児童8人への殺人罪や、児童および教師15人に対する殺人未遂などの罪で、大阪地方裁判所へ起訴された。また、同月25日には余罪（傷害・暴行・器物損壊）の罪でも追起訴され、一連の捜査は終結した。

### 事件後
宅間は取り調べで、事件を起こした理由について「エリートでインテリの子をたくさん殺せば、確実に死刑になると思った」などと供述していた。
逮捕当初、宅間は精神障害者を装った言動を取っていた。しかし、被疑者に対して起訴前と公判中に2度行われた精神鑑定の結果で、2度とも「情性欠陥者で妄想性などのパーソナリティ障害は認められるが、統合失調症ではなく、責任能力を減免するような精神障害はない」となり、事件の責任能力を認める結果が出た。また、同時に宅間の犯行時の制御能力について「2、3歳程度の水準にまで」退行していた可能性があるという判断がされた。
宅間は逮捕直後に「薬を十回分飲んだ。しんどい」と供述して医師の診察を受けたが、宅間が飲んだとされる薬は通院先の病院などを調べた結果、抗精神病薬「セロクエル」と抗うつ薬「パキシル」、睡眠剤「エバミール」の三種類と判明した。仮にこれら全部を宅間の供述通り10回分服用しても眠くなるだけで、奇怪な行動を起こすことはない。
また宅間の自宅を捜索すると、睡眠薬や抗精神病薬など10数種類、約200錠の薬物が押収されたが、これは宅間が複数の病院に通院しては、医師に「眠れない」などと睡眠障害・不眠症を偽って（いわゆる詐病の一種）薬を処方してもらい、服用せずにため込んでいたものだった。さらに、逮捕後に宅間の血液や尿を採取して仮鑑定した結果、精神安定剤の成分が検出されなかった。捜査員がこの事実を宅間へ突きつけると、「すみません。薬は飲んでいません。作り話でした」と偽証していたことを認めた。逮捕直後池田警察署に連行されたが、座ることもできないほど疲労した状態であり、楽になるための一時的な申告であったという。
弁護団によると、初公判が近付くにつれ宅間は多弁になり、「こんなことを言ったらマスコミは騒ぐかな」「（自分に対する）傍聴人の不規則発言は退廷させられるんですかね」などと語っていた。また、弁護団は遺族の思いを伝えることで内省を深めさせようと、宅間に遺族ら被害者の調書150点を差し入れていた。しかし返ってきたのは「遺族にとても聞かせられない言葉」であったといい、弁護団も「公表は控えたい」と口をつぐんでいる。
夏には弁護士に、反省の気持を綴った手紙を3通送っていたが、のちに弁護士も「こんなに上手に謝罪の手紙が書けるということを示したかったのかもしれない」と振り返っている。自分の気持ちを本に書かないかとも言われていたが、「高く売れるんだったら書きましょうか」「フェルトペンでは書きにくいから」として、その気を示さなかった。
またこの頃、「こんなところでいたずらに生かされるのは嫌だ」「死刑になってもなかなか執行されないなら、早くやるよう訴訟を起こそうかな」などと話しており、弁護士も「普通の感覚では理解できない。精神医学でどの程度説明できるのだろうか」と洩らしている。

## 刑事裁判と死刑執行

### 第一審
2001年（平成13年）12月27日、大阪地方裁判所（川合昌幸裁判長）で被告人・宅間守の初公判が開かれた。罪状認否で、宅間は「池田小に入って殺傷したことに間違いありません」と起訴事実を全面的に認めた。検察側は宅間が元妻や自分を勘当した父親への恨みを社会へ向け、不特定多数の人の殺害を考えたと指摘。弁護側は「極度に追い詰められた心境下にあって、善悪をわきまえる能力を一時的に喪失したか、著しく減退した状況のもとで犯行に及んだ可能性がある」と、犯行時の責任能力の判断を裁判官に求めた。宅間は弁護団からあらかじめ用意された書面を手に、「自らの命をもって償いたい」とくぐもった声で語った。
また宅間は、口笛を3度吹きながら入廷したといい、検察官による起訴状朗読が始まって約2分後、突然「座ったらあかんか」と左手で席を指しながらぶっきら棒に発言。裁判長に「立ったまま聞いてなさい」とたしなめられる場面もあった。
2003年（平成15年）5月22日の公判で、検察官による論告求刑が行われ、検察官は宅間に完全な責任能力があった旨を主張した上で、「我が国の犯罪史上、特筆されるべき凶悪かつ重大な無差別大量殺人事件。いかなる観点からも極刑以外に科すべき刑はあり得ない」として、宅間に死刑を求刑した。
第24回公判（2003年6月26日）で、弁護人による最終弁論が行われ、弁護人は「犯行時、宅間は心神喪失もしくは心神耗弱状態だった」と主張し、無罪か量刑の減軽を求めた（公判は同日に結審）。この時、弁護人は論拠を述べるだけでなく、宅間に対し「君は自らを『殺人鬼』と蔑むことはない」と、異例の呼びかけを行う形で、反省の念を引き出そうとしたが、宅間は最終意見陳述で「死ぬことには全くびびっていない」「今まで、散々不愉快な思いをさせられて生きてきた」「しょうもない貧乏たれの人生やったら今回のパターンの方が良かった」「幼稚園ならもっと殺せたと、今でもこんなことばかり考えてしまう」などと話し、謝罪の言葉は述べなかった。

#### 死刑判決
2003年8月28日に判決公判が開かれ、大阪地裁刑事第二部（川合昌幸裁判長）は、求刑通り宅間を死刑に処す判決を言い渡した。
午前10時2分、宅間は刑務官に囲まれて法廷へ姿を現したが、裁判長の「主文を言い渡します」という言葉を遮るように「最後にちょっと言わせてえな」と叫んだ。裁判長は「今日は発言を認めません」と制したが、「どうせ死刑になるんやったら、言わせてくれ。たったメモ3枚や」「今までおとなしくしとったんや、それぐらいあってもええやないか」と、右手のメモを繰り返し突き出しながら矢継ぎ早に叫んだ。「発言をやめなさい」と厳しい口調で繰り返されてもやめなかったため、10時4分に退廷を命じられ、刑務官に両脇を抱えられて連れ出された。その際、怒りを露わにして傍聴席を振り返り、遺族1名の実名を挙げて大声で罵った。
10時5分、裁判長は刑事訴訟法に基づいてそのまま判決を言い渡す旨を告げ、「被告人を死刑に処する」という主文を2度読み上げた。死刑判決の際は通常、主文を後回しにして判決理由から朗読し始める場合が多いが、同日は冒頭で死刑の主文が言い渡される異例の展開となった。大阪地裁は主文宣告後、判決理由で、児童殺傷事件以外の余罪3件も含めてすべて有罪を認定した上で、「宅間は事前に出刃包丁を用意したり、逮捕直後に薬物の影響を装ったりしており、十分な事理弁識・行動制御能力を備えた上で犯行に臨んだ。これは、被告人（宅間）の自己中心的で他人の痛みを顧みない著しく偏った人格傾向の発露であり、精神疾患の影響はなく、完全な責任能力が認められる」と判断し、「犯罪史上類を見ない凶悪事件。残虐非道な犯行に及んだ宅間の責任は重大で、科すべき刑は死刑以外にありえない」と判示した。
判決宣告後、川合裁判長は「せめて二度とこのような悲しい出来事が起きないよう、再発防止のための真剣な取り組みが社会全体でなされることを願ってやまない」と所感を述べたが、このように裁判所が所感を述べることは異例である。また内閣総理大臣の小泉純一郎は同日昼、首相官邸で記者団に対し「死刑判決は当然だろう」という感想を述べた。

### 死刑確定から執行まで
死刑判決を受けた後、宅間は控訴しない意向を示していたが、弁護団が9月10日付で大阪高等裁判所へ控訴した。しかし宅間は同月26日付で控訴を自ら取り下げ、第一審の段階で自ら死刑を確定させた。死刑確定から約1年後の2004年（平成16年）9月14日、野沢太三法相の発した死刑執行命令により、大阪拘置所に収監されていた宅間（当時の姓名は「吉岡守」）の死刑執行がなされた（40歳没）。

## 事件の反響

### 学校側の対応
混乱の中、教員が救急車に乗らず児童に付き添わなかったため、保護者への児童の搬送先病院の連絡が遅れていた。事件直後、ある死亡児童の保護者は、早い段階で来校したにもかかわらず、学校内で負傷していた児童に会うことも付き添うこともできなかった末、自力で探し回った病院で死亡した我が子と対面することとなった。さらに事件後、学校からの説明や弔問が遅れただけでなく、教員の心ない表現、発言および行動が遺族の心を大きく傷つけた。
その後、附属池田小学校では、事件を教訓に学校安全の取り組みを積み重ねてきたことが評価され、2014年（平成26年）、日本の小学校では初めて国際的な学校安全認証「インターナショナルセーフスクール（ISS）」を取得した。
またPTSD対策から、校舎を仮設場所に移転（2004年まで）し、制服も「事件を思い起こさせる」ということで直ちに廃止され、暫定的に私服での通学とした後、全く別のデザインのものが制定された。
現在では、転任してきた教職員や教育実習生も参加する不審者対応訓練が定期的に行われており、一般にも公開されている。その映像はインターネット上でも閲覧できる。

### 学校の危険対策
この事件をきっかけに、学校（小学校など）、幼稚園、保育所などの児童・生徒・幼児が頻繁に利用される教育関連施設にも「警察官立寄所」の看板（プレート）またはシールが貼り付けられたり、学校にも部外者の学校施設内への立ち入りを厳しく規制したり、警備体制を強化するなどの方策を主張したりする声も増えた。また、防犯ブザーを携帯する児童も増加したほか、保育士や教職員が防犯や心肺蘇生を必ず学ぶきっかけとなった。この事件をきっかけに日本では、幼稚園、保育所や学校はそれまでの「地域に開かれた施設」から安全対策重視の「閉ざされた施設」に方針転換するきっかけとなった。それまでは地域のコミュニティに重要な役割を果たしていたと言い、校庭などは子供たちの遊び場にもなっていた。この事件をきっかけに監視カメラを設置したり、原則的に部外者の立ち入りを禁じたりすると言ったセキュリティ重視の傾向が強まった。一部では常に警備員を配置したり、集団登校時に保護者や地域のボランティアによる見守りも行われるようになった。
しかし一方で、毎日新聞が、事件から20年目となる2021年までに、日本全国の県庁所在地や政令指定都市、東京23区にアンケート調査を実施したところ、登下校中など校門が開いている際に各学校の教職員らが校門に立って見張りをしているかどうかを把握していない自治体が全体の6割に及ぶことが判明し、事件の風化が指摘されている。
また、2023年4月11日に愛知県立西尾東高等学校で、校内に侵入してきた人物が、女子生徒の前で下半身を露出し、女子生徒がPTSDを発症する事件が発生しているが、同校は事件後も、2023年12月現在も校門を開放したままとしており、附属池田小事件の教訓が生かされていないとの批判が出ている。

### 触法精神障害者に対する対応
心神喪失と認められ、無罪あるいは不起訴処分となった者に対する処遇のあり方について議論された。それまでは、精神障害者に対して司法機関が関与して処遇が行われることは、一部の団体が保安処分に対して、極めて抵抗感が強かったが、この事件以降に『心神喪失等の状態で重大な他害行為を行った者の医療及び観察等に関する法律』が制定された。保護観察所に社会復帰調整官（精神保健福祉士）が置かれ、社会復帰調整官が中心となって医療観察が実施されることとなった。

### 被害者の精神的な障害
児童や教職員・保護者の中には、心的外傷後ストレス障害（PTSD）に未だかかっている人もいる。また、「あの時ああすればこの事件が起きなかったのに（または被害を抑えられたというのに）」というサバイバーズ・ギルト、いわゆる「見殺しにしたという自覚」ともとれる自責の念に駆られている教員もいる（一審の最終弁論で現行犯逮捕に携わった教員の証言）。

### 精神障害者における報道被害
精神障害者のうち、統合失調症や気分障害などの者の家族らで運営する、精神障害者家族会のかつてあった全国連合組織、財団法人全国精神障害者家族会連合会（全家連）が、精神科医を通して、事件後の精神障害者に対する報道被害の様子の変化を調査している。
1. 自分の病気や障害について深く考え悩むことがあった患者がいた（73.9%）
2. 他人の目が気になったりして外出が嫌になった患者がいた（63.0%）
3. 再発というほどではないが症状が不安定になった患者がいた（57.6%）
4. 眠れなくなったりするなど生活のリズムが乱れた患者がいた（50.0%）

深刻な事例として、精神科医から挙がった声としては
1. 自殺した患者がいた（1.1%、2人）
2. 入院・再入院した患者がいた（16.3%、24人）
3. 再発した患者がいた（13.0%、21人）

となった。

### 全家連から報道機関への見解と要望
全国精神障害者家族会連合会（全家連）は、報道機関に対し「大教大池田小児童殺傷事件の報道について」（2001年6月8日付）と「小学校児童殺傷事件報道について」（2001年6月18日付）を送付している。
- 前者では「この事件で逮捕された男には、精神病院の通院歴があったと報じられていますが、その記述については、私たち身内に精神科治療を受ける者を持つ立場から見て、重大な疑義を感じざるをえません。記事（番組）の中で報道されている『男は、精神病院に通院中で…』という部分は、その表現 （以下、病歴報道）によって、読者（視聴者）には、『精神疾患』が本事件の原因であり、動機であると理解されてしまいます。その結果、「精神病者（精神障害者）はみな危険」、という画一的なイメージ（＝偏見）を助長してしまうと考えるからです」

と、安易な病歴報道の問題点を指摘し、
- 「妄想や幻聴などの症状は、薬物療法でコントロールしやすいといわれています」と精神科治療の実情を説明、「なぜこんな事件が起きたのか、服薬はきちんとしていたのかなど、事件の背景をきちんと取材し、今後の教訓となるような報道をしてください」

と要望している。
- 後者では「安易な報道によって、「精神障害者は危険だ」という社会の偏見がより強くなりました。（中略）これは『報道被害』であるといっても、過言ではありません」

と、報道によって受けた報道被害を訴え、
1. 事件の報道をする場合、警察発表であったとしても、事件の背景、病気の状態などが明らかになっていない段階で、特定の病名や通院歴・入院歴を報道するべきではないこと
2. 法的責任能力の問題を精神障害に置き換えて報道しないこと
3. この事件と触法精神障害者の処遇問題を安易に結びつけないこと

の三点を要望している。

## 補足

### 精神鑑定書
2013年、本件の鑑定人の一人である精神科医の岡江晃は、宅間の名を冠した『宅間守 精神鑑定書 精神医療と刑事司法のはざまで』を著した。その本の内容は下記によりなる。
- 鑑定書前文
- 第1章 家族歴
- 第2章 本人歴（生活歴、精神科治療歴、生活歴精神科治療歴に関する宅間の陳述）
- 第3章 本人犯行（宅間以外の供述、鑑定時に述べたこと）
- 第4章 現在症（精神所見、心理検査所見、身体所見）
- 第5章 診断（精神医学的考察、本件犯行とその心理、精神能力）
- 第6章 鑑定主文

資料として各種検査、判決要旨が追加されている。鑑定人はH.T.と岡江晃で、ほかに鑑定助手として医師2人、臨床心理士1人が協力した。鑑定主文を要約すると、宅間はいずれにも分類できない特異な心理的発達障害があり、この延長線上に青年期以降の人格がある。本件犯行時、本人は情性欠如者であり、穿鑿癖、脅迫思考を基盤とした妄想反応である、嫉妬妄想があった。本件犯行そのものに踏み切らせた決定的なものは情性欠如であり、著しい自己中心性、攻撃性、衝動性である。本件犯行が極めて重大な犯罪であるという認識は、犯行直前、直後、現在もある。
- 診断の中の精神医学的考察の中で、過去の精神科医の診断が述べられている[65][66]。それによると過去に診察したすべての精神科医は程度の差はあれ、精神分裂病（現在は統合失調症）の可能性があると考えたという事実が記録されている。診療録の診断名は精神分裂病のみならず、精神神経症、敏感関係妄想、神経症などとなっているが、それらは単に暫定診断であり、保険請求のための診断であった。唯一、約2年間にわたって主治医であった精神科医Y.M.のみが、本件犯行より以前に精神分裂病から、妄想性パーソナリティ障害へと診断変更した。

### 呼称について
- 「大阪教育大学教育学部附属池田小学校」（現：大阪教育大学附属池田小学校）[注 8]の所在地周辺では、「池田小」といえば別の学校である「池田市立池田小学校」[注 9]を指すことが一般的で、事件のあった学校名を記載する際には、「大阪教育大学教育学部附属池田小学校」とフルネーム、略称も「附属池田小」と呼称する場合が多い。マスコミなどの扱いでも、主要紙は記事本文では「附属池田小事件」と表記することが多いが、見出しなどでは依然「池田小事件」と表記されることもある[68]。

### その他
- 事件発生2日後の2001年6月10日、横浜国際総合競技場（現：日産スタジアム）で行われたFIFAコンフェデレーションズカップ決勝、日本 - フランス戦のキックオフ直前に、両チームの選手が事件の犠牲者へ向けて1分間の黙祷を行っている。この時、字幕に「Pray for eight victims（8人の尊い命に対し、黙祷を捧げます）」というテロップが世界中に放送された。
  - また、同じくサッカー選手のリオ・ファーディナンドも2001年に来日した際に事件を知り、同校に献花を行った（リオ・ファーディナンドの項参照）。
  - 犠牲者の少女の1人が宇多田ヒカルのファンであったため、宇多田が事件の犠牲者・被害者へ捧げたシングル曲として『FINAL DISTANCE』を発売した。
  - 附属池田小学校の校内では2008年秋に鉄腕アトムの銅像が建てられた。
  - 当時、大阪近鉄バファローズに所属していたプロ野球選手の中村紀洋は、池田小が自身の母校である渋谷高校に隣接していたことから、同年9月に池田小を慰問したほか、児童500人を近鉄の本拠地である大阪ドームで開催された試合（対日本ハムファイターズ戦）に招待した。それらの活動が評価され、中村は同年12月に第3回ゴールデンスピリット賞を受賞している[69]。
  - 2004年に犠牲になった8人の児童追悼のために、代表して松本零士のファンで『銀河鉄道999』で宇宙を旅をすることが夢だった女児の名前が、松本原作のOVA作品『大YAMATO零号』のヒロイン名に採用されている[70]。
- 『産経新聞』が校庭に座って泣く児童らの写真を掲載し、この写真は2001年度の新聞協会賞を受賞している。
- 橋下徹は、政界入り以前の弁護士だった2004年に「（宅間を）速やかに死刑にすべき」という異例の寄稿を週刊誌で発表した。その後、宅間から弁護人を通じて早期の死刑実現に対する援助を依頼する手紙が届いたが、橋下は宅間が遺族に謝罪するという条件つきで了承する旨を返答した。しかし、返事には人生に対する恨みや苦悩は書かれていたが、遺族への謝罪や反省のコメントは書かれていなかった。この手紙はテレビ番組『たかじんのそこまで言って委員会』で朗読したが、結局協力はしなかった。
- この事件は海外でも大きく報道された。これをきっかけにコロンバイン高校銃乱射事件の犠牲者の遺族と本事件の遺族との交流が始まり、以降両者は「学校の安全をいかに確保するか」というテーマで定期的にシンポジウムを行っている[71]。
- 2012年5月公開の映画『僕は人を殺しました』（坂井田俊監督）は、宅間と北九州監禁殺人事件で死刑判決を受けた犯人の男をモチーフにしている[72]。